# イヴァン・チャブリノヴィッチ
イヴァン・チャブリノヴィッチ（セルビア語: Иван Чабриновић, ラテン文字転写: Ivan Čabrinović、1939年8月3日 - ）は、セルビア（旧ユーゴスラビア）の元サッカー選手、サッカー指導者。ポジションはミッドフィールダー。